# 2012년 하계 올림픽 수영 남자 자유형 1500m

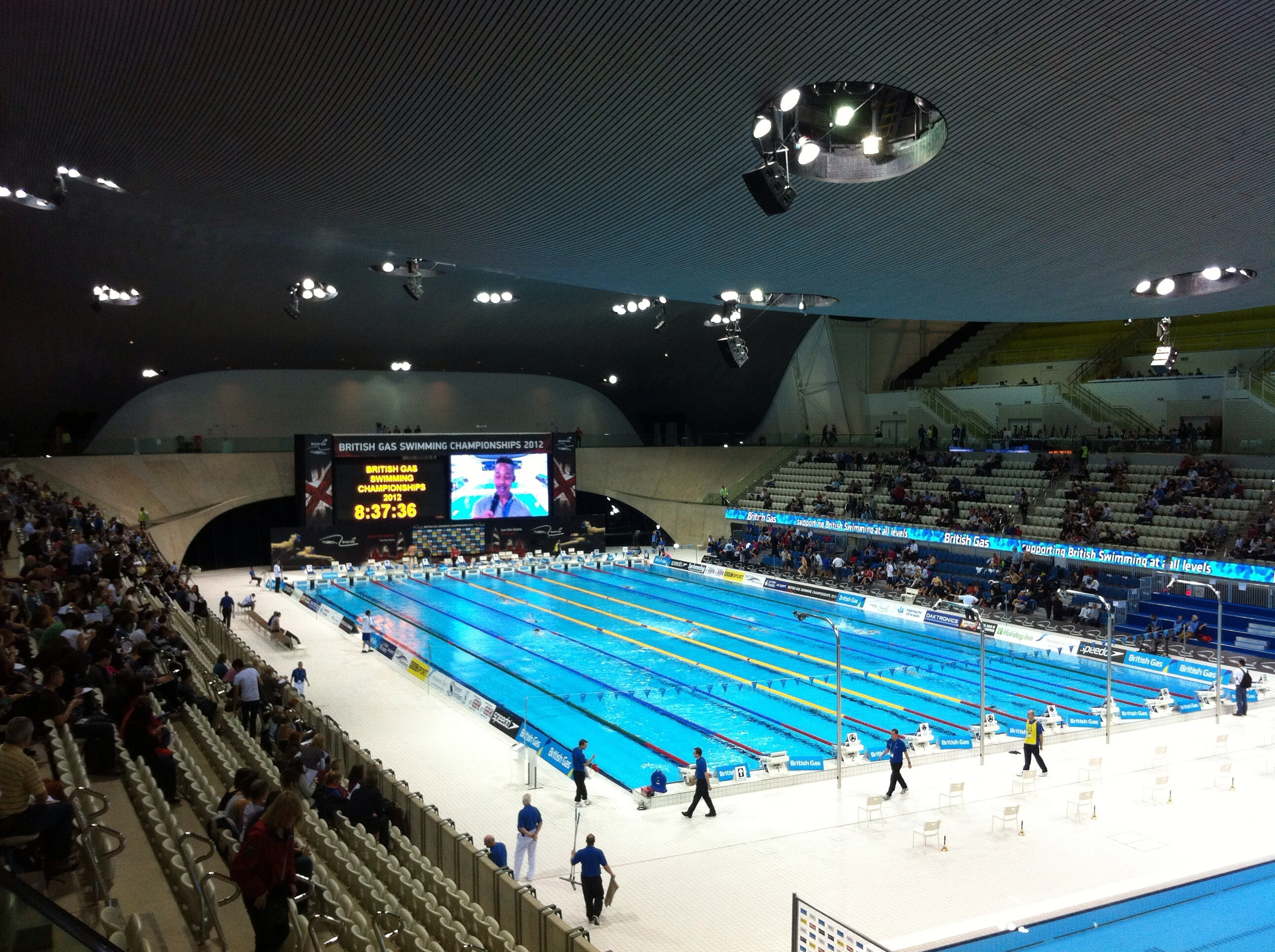

2012년 하계 올림픽 수영 남자 자유형 1500m 경기는 2012년 8월 3-4일에 걸쳐 영국 런던 아쿠아틱스 센터에서 열렸다.